# Klaus Samst
Klaus Samst (lub Claus Samst) – siedemnastowieczny szwedzki lekarz, współwynalazca tzw. ziół szwedzkich. Samst opisał 46 dolegliwości, na które zalecał stosowanie swojego preparatu. Zioła szwedzkie są dostępne w handlu także współcześnie. 
Podaje się, że pochodził z długowiecznej rodziny, był dziekanem wydziału medycznego na Uniwersytecie w Uppsali oraz że zmarł w wieku 104 na skutek nieszczęśliwego upadku z konia. Klaus Samst, jego rodzice i dziadkowie mieli zawdzięczać długie życie zażywaniu ziół szwedzkich.
Informacje na temat Samsta są jednak niepewne i brak jest wiarygodnych źródeł potwierdzających jego wiek.